# 桃園市治平高級中等学校
桃園市治平高級中等学校（英: Chih Ping Senior High School）は、中華民国（台湾）桃園市楊梅区に位置する男女共学の私立高級中学である。1965年に設置された。略称は治平高級中学、治平中学、治平高中。校名に「治平」の典拠は、儒教の『大学』の「國治而后天下平」から。

## 著名な出身者
- 蒲澤春（中国語版） - 中華民国海軍二級上将
- 張哲平（中国語版） - 中華民国空軍二級上将